# Easy Living (Ella Fitzgerald)
Easy Living è il cinquantatreesimo album della cantante jazz Ella Fitzgerald, pubblicato dalla Pablo Records nel 1986.
L'album vede la cantante accompagnata dalla chitarra di Joe Pass.

## Tracce
Lato A
1. My Ship (Ira Gershwin, Kurt Weill) – 4:26
2. Don't Be That Way (Benny Goodman, Mitchell Parish, Edgar Sampson) – 3:00
3. My Man (Jacques Charles, Channing Pollack, Albert Willemetz, Maurice Yvain) – 3:28
4. Don't Worry 'Bout Me (Rube Bloom, Ted Koehler) – 2:46
5. Days of Wine and Roses (Henry Mancini, Johnny Mercer) – 3:04
6. Easy Living (Ralph Rainger, Leo Robin) – 4:14
7. I Don't Stand a Ghost of a Chance with You (Bing Crosby, Ned Washington, Victor Young) – 6:02

Lato B
1. Love for Sale (Cole Porter) – 4:38
2. Moonlight in Vermont (John Blackburn, Karl Suessdorf) – 4:20
3. On Green Dolphin Street (Bronislau Kaper, Ned Washington) – 3:25
4. Why Don't You Do Right? (Kansas Joe McCoy) – 2:56
5. By Myself (Howard Dietz, Arthur Schwartz) – 3:26
6. I Want a Little Girl (Murray Mencher, Billy Moll) – 2:46
7. I'm Making Believe (Mack Gordon, James V. Monaco) – 2:38
8. On a Slow Boat to China (Frank Loesser) – 5:05